# Oskar Dirlewanger

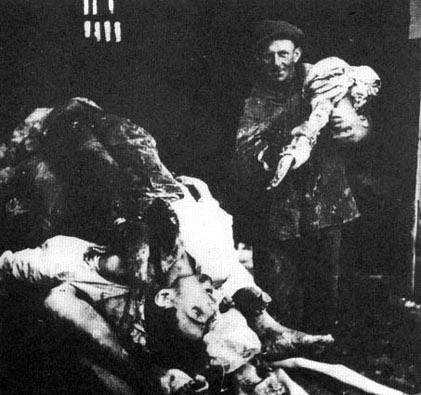
Medlem ur det så kallade Verbrennungskommando som samlar ihop kroppar efter polacker som mördats i samband med massakern i Wola.

Oskar Paul Dirlewanger, född 26 september 1895 i Würzburg, död 7 juni 1945 i Altshausen, var en tysk SS-Oberführer i Waffen-SS. Dirlewanger förde från 1942 till 1945 befälet över SS-Sonderkommando Dirlewanger, som var en straffbataljon av tyska brottslingar. Tillsammans med Kaminskijbrigaden tillhör SS-Sonderkommando Dirlewanger de mest kontroversiella militära förbanden under andra världskriget, då de ideligen begick krigsförbrytelser och brott mot mänskligheten. Under Warszawaupproret 1944 förövade SS-Sonderkommando Dirlewanger massmord på polska motståndskämpar.

## Biografi
Dirlewanger deltog i första världskriget och anslöt sig efter krigsslutet till en frikår. Efter att ha lämnat frikåren började han att studera och promoverades 1922 till doktorsgraden i statskunskap vid Johann Wolfgang Goethe-Universität i Frankfurt am Main. Året därpå blev han medlem i Nationalsocialistiska tyska arbetarepartiet (NSDAP). År 1934 dömdes Dirlewanger till två års fängelse för att ha våldfört sig sexuellt på en 13-årig flicka. Han förlorade i och med detta sitt medlemskap i partiet, sitt arbete och sin doktorsgrad. För att få upprättelse efter avtjänat straff deltog han mellan 1937 och 1939 i spanska inbördeskriget som kompanichef i den beryktade Kondorlegionen.

### Andra världskriget
Tillbaka i Tyskland lyckades han få våldtäktsdomen upphävd, varpå han som Gottlob Bergers protegé utnämndes till befälhavare för specialstyrkan SS-Sonderkommando Dirlewanger 1940. Styrkan utgjordes av kriminella element, från början enbart tjuvskyttar, men senare även andra, grövre brottslingar. Dirlewanger och hans mannar ägnade sig till en början åt att terrorisera områdena kring Lublin i Generalguvernementet. I slutet av 1942 fick hans förband i uppdrag att bekämpa partisaner i Vitryssland, vilket den gjorde med utstuderad brutalitet. Den 22 mars 1943 attackerade partisaner en tysk bilkolonn sex kilometer från byn Chatyn i Vitryssland. Fyra militärpoliser, bland andra kapten Hans Woellke, ur 118:e Schutzmannschaft-bataljonen dödades. Som vedergällning intog SS-Sonderkommando Dirlewanger och Schutzmannschaft-bataljonen samma dag Chatyn. Byns invånare föstes in i en lada som stacks i brand; 149 män, kvinnor och barn omkom i lågorna. De bybor, som försökte undkomma, sköts ihjäl med maskingevär.
I augusti 1944 befordrades Dirlewanger till SS-Oberführer och kommenderades till Warszawa för att bistå i kväsandet av det pågående upproret. I samband med Wolamassakern brände Dirlewangers enhet ner tre sjukhus och mördade de polska patienterna. De tog med sig sjuksköterskorna till förläggningen och gruppvåldtog dem. Den 6 augusti 1944 reste de en galge och hängde läkarna och sjuksköterskorna. För sina insatser där tilldelades han 30 september samma år Riddarkorset av Järnkorset. Efter Warszawa förflyttades Dirlewangers brigad till Slovakien och Ungern, och sedan till fronten vid Oder, där han själv sårades. Efter att ha återhämtat sig i Altshausen i Bayern igenkändes han av polska krigsfångar och greps av de fria franska styrkorna. I fängsligt förvar utsattes Dirlewanger för tortyr och misshandel, vilken hade till följd att han dog.

## Utmärkelser
- Riddarkorset av Järnkorset: 30 september 1944
- Tyska korset i guld: 5 december 1943
- Järnkorset av första klassen
- Järnkorset av andra klassen
- Tilläggsspänne till Järnkorset av första klassen
- Tilläggsspänne till Järnkorset av andra klassen
- Närstridsspännet i brons
- Såradmärket i svart (första världskriget)
- Såradmärket i guld (andra världskriget)
- Ärekorset
- Landesorden
- Spanska korset
- Slovakiska segerkorset

## Befordringar
- Leutnant – 1915
- Oberleutnant – 1918
- SS-Obersturmführer der Reserve – 1940
- SS-Hauptsturmführer der Reserve – 1940
- SS-Sturmbannführer der Reserve – 1941
- SS-Obersturmbannführer der Reserve – 1943
- SS-Standartenführer der Reserve – 1944
- SS-Oberführer der Reserve – 12 augusti 1944